# Himmelske Fader fromme
Himmelske Fader fromme är en gammal psalm i en enda vers som endast fanns med i 1695 års psalmbok. Den tyska originaltiteln är O Vater aller Frommer är skriven av Martin Luther. Det är okänt vem som gjort den svenska översättningen. 
I 1697 års koralbok anges att melodin också används till psalmen Kristus, den rätte Herren (1695 nr 119, 1819 & 1937 nr 50, 1986 nr 36 & 350). I 1921 års koralbok med 1819 års psalmer anges att melodin är en gammal folkmelodi upptecknad i Erfurt 1524, tryckt i samlingen Erfurter Enchiridion och samma melodi som till psalmerna Du segern oss förkunnar (1819 nr 105) och Låt oss nu Jesus prisa (1695 nr 172, 1819 nr 110). Men att psalmerna nr 119 och 172 hade samma melodi framgår inte av 1697 års koralbok.

## Publicerad i
- Den svenska psalmboken 1694 som nummer 12 under rubriken "Herrans Bön".[1]
- 1695 års psalmbok som nr 11 under rubriken "Catechismus författad i Sånger: HErrans Böön". Finns på Wikisource.